# Jannes Krone
Jannes Krone (* 23. April 1997) ist ein deutscher Handballspieler auf der Position Rechtsaußen.

## Karriere
Jannes Krone spielte von 2018 bis 2022 bei TSV Hannover-Burgdorf. Zur Saison 2022/2023 wechselte der 1,84 Meter große Rechtsaußen zum HSC 2000 Coburg, wo er zunächst einen Zweijahresvertrag unterschrieb. Jannes Krone hat aktuell einen Vertrag bis 2026 beim HSC 2000 Coburg.